# Неклочь (озеро)
Неклочь — озеро в Туричинской волости Невельского района Псковской области. В 3 км к югу проходит граница с Белоруссией.
Площадь — 3,0 км² (297,0 га). Максимальная глубина — 2,6 м, средняя глубина — 1,5 м. Площадь водосборного бассейна — 54,0 км².
Ближайшие населённые пункты: деревни Клястицы, Кресты.
Проточное. Относится к бассейну реки Полота (Западной Двины).
Тип озера лещово-плотвичный с уклеей. Массовые виды рыб: щука, окунь, плотва, лещ, красноперка, густера, верховка, уклея, линь, налим, вьюн, карась.
Для озера характерно: илисто дно.

## Топографическая карта
- Лист карты N-35-11 Дретунь. Масштаб: 1 : 100 000. Состояние местности на 1986 год. Издание 1987 г.